# Поплар Блаф (Мисури)
Поплар Блаф (енгл. Poplar Bluff) град је у америчкој савезној држави Мисури.

## Демографија
По попису из 2010. године број становника је 17.023, што је 372 (2,2%) становника више него 2000. године.
| Група             | 2000.          | 2010.          |
| Белци             | 14.384 (86,4%) | 14.263 (83,8%) |
| Афроамериканци    | 1.617 (9,7%)   | 1.698 (10,0%)  |
| Азијати           | 86 (0,5%)      | 152 (0,9%)     |
| Хиспаноамериканци | 224 (1,3%)     | 376 (2,2%)     |
| Укупно            | 16.651         | 17.023         |